# Centrale nucleare di Lemóniz
La centrale nucleare di Lemóniz è una centrale nucleare spagnola situata presso la città di Lemoiz, nei Paesi Baschi. L'impianto doveva essere composto da due reattori BWR da 1766MW di potenza netta, la costruzione fu sospesa nel 1984 a causa della moratoria sul nucleare.